# 安氏非洲泥龜
安氏非洲泥龜（學名：Pelusios adansonii）是非洲側頸龜屬的一種龜，只棲息於非洲中部。亦稱白胸側頸龜。

## 分佈
安氏非洲泥龜廣泛分佈與非洲國家，如：貝寧、喀麥隆、中非共和國、乍得、埃塞俄比亞、馬里、毛里塔尼亞、尼日爾、尼日利亞、塞內加爾、南蘇丹和蘇丹。

## 特徵
安氏非洲泥龜是一種生活在淡水中的中型龜。背殼可以長到約238毫米（9.4英寸），佈滿深褐色斑紋，腹側的殼則是黃色的。

## 保護
在塞內加爾北部有一個保護區為安氏非洲泥龜提供保護，面積約304公頃（750英畝）。這是世界上第一個爲了安氏非洲泥龜而建立的保護區，并受到了龜鱉生存聯盟（Turtle Survival Alliance）和塞內加爾環境與自然保護部的支持。

## 外部連結
- Pelusios adansonii（Schweigger 1812）安氏泥龜